# Clean on the Corner
Clean on the Corner ist ein Jazzalbum von Mike Reed. Die im September oder Oktober 2010 in den Electrical Audio Strobe Recording Studios, Chicago, entstandenen Aufnahmen erschienen 2012 auf 482 Music.

## Hintergrund
Mike Reeds Ensemble People, Places & Things wurde 2008 gegründet, um den weniger bekannten „Menschen, Orten und Dingen“ zu gedenken, die die progressive Jazzszene Chicagos historisch unterstützt haben. Mit Clean on the Corner setzt die Band ihre Interpretationen weniger bekannter Coverversionen und swingender Originalkompositionen; es war ihre vierte Aufnahmesession für 482 Music. In der Besetzung folgt das Album dem Quartett des Schlagzeugers auf About Us von 2009; Mike Reed spielte mit der langjährigen Besetzung aus Greg Ward (Altsaxophon), Tim Haldeman (Tenorsaxophon), Jason Roebke (Kontrabass) sowie den Gastmusikern Craig Taborn (Piano in „Sharon“ und „The Ephemeral Words of Ruth“) und Josh Berman (Kornett in „House of Three Smiles“ und „Wrming Down“).
Reed hat sechs der acht Tracks des Albums geschrieben; hinzu kommen zwei Fremdkompositionen, Roscoe Mitchells „Old“ (vom Art Ensemble-Album Old/Quartet von 1967) und John Jenkins’ „Sharon“, mit denen er wieder in Chicagos Erbe eintaucht, schrieb Mark Corroto. Letzterer Titel wurde ursprünglich 1957 auf dem Album John Jenkins with Kenny Burrell aufgenommen (Blue Note, 1957, mit Sonny Clark, Paul Chambers und Dannie Richmond). Reed stützte sich bei der Komposition „House of Three Smiles“ auf ein Solo seines Vibraphonisten Jason Adasiewicz.

## Titelliste
- Mike Reed’s People, Places & Things: Clean On The Corner (482 Music 482-1081)[4]
  1. The Lady Has A Bomb
  2. Old (Mitchell)
  3. December?
  4. Where the Story Ends
  5. Sharon (Jenkins)
  6. House of Three Smiles (Jason Adasiewicz/Mike Reed)
  7. The Ephemeral Words of Ruth
  8. Warming Down
- Sofern nicht anders angegeben, stammen die Kompositionen von Mike Reed.

## Rezeption
Troy Collins, der das Album in All About Jazz mit 4½ (von fünf) Sternen auszeichnete, ist der Ansicht, dass das Album, obwohl es von dem vorherrschenden Konzept abweiche, das ihre ersten drei vorangegangenen Veröffentlichungen definiert hatte, weiterhin gekonnt innerhalb und außerhalb der Traditionen balanciert und sich dabei von früheren Vorgeschichten und aktuellen Innovationen inspirieren lässt. Wie bei den früheren Bemühungen des Quartetts erwiesen sich die Gastbeiträge als Höhepunkte, meint Collins. „Taborns überbordende Arpeggios heben […] ‚Sharon‘ hervor, während seine peinlich genaues filigranes Spiel die expansiven Tonalitäten und elastischen Rhythmen von ‚The Ephemeral Words of Ruth‘ untermauern. Berman dient als Yin für Taborns Yang; seine wohlklingend Blechbläser-Grübeleien zum trägen ‚‘House of Three Smiles‘ und das kontemplativ dichte ‚Warming Down‘ bilden einen harmonischen Kontrast zu Taborns schrägen Extrapolationen, bei denen urbaner Expressionismus gegen geradlinige Lyrik eingetauscht wird.“

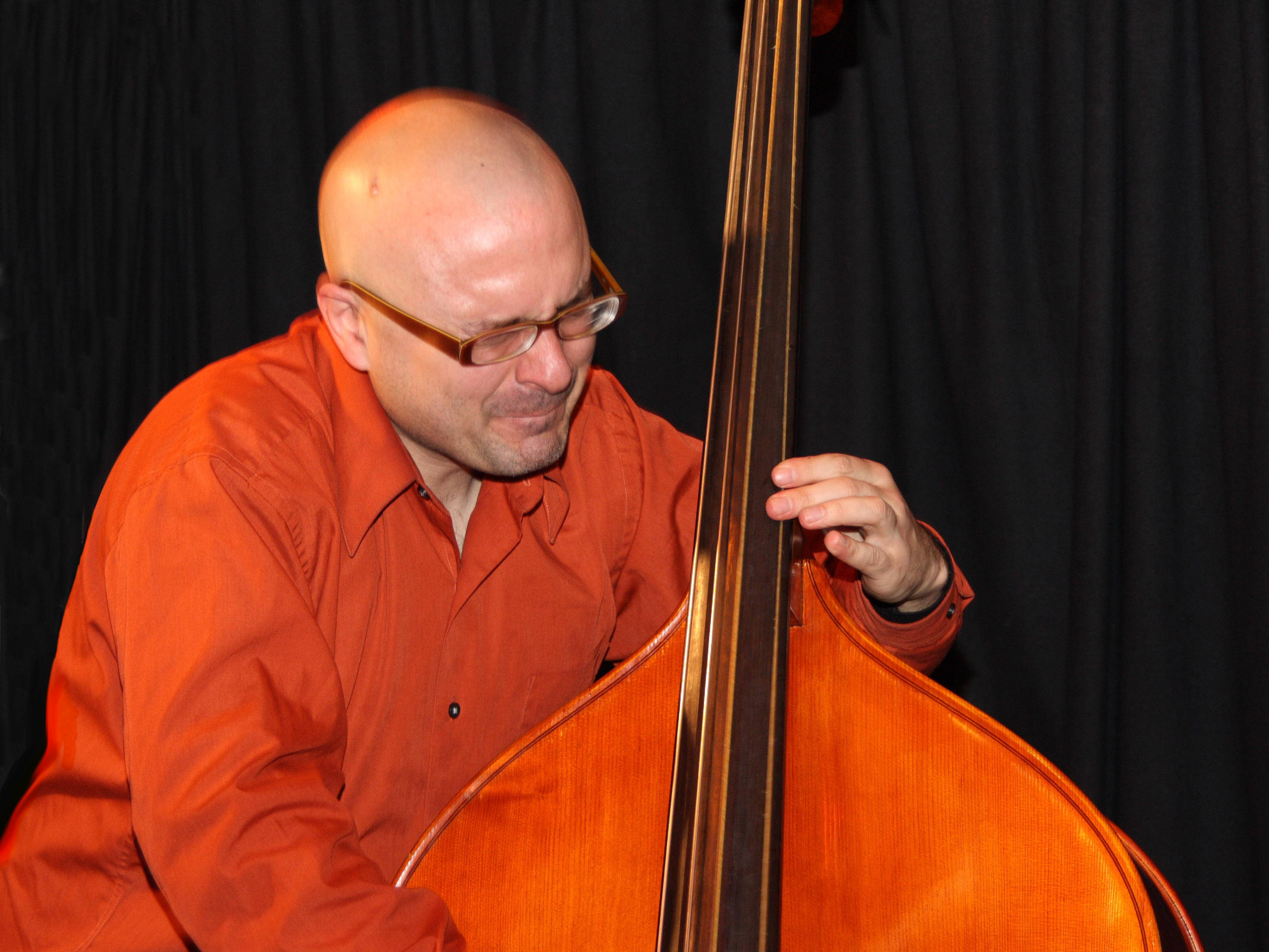
Jason Roebke 2010 im club W71, Weikersheim

Ebenfalls in All About Jazz schrieb Mark Corroto, auch wenn die vierte Ausgabe von People, Place & Things von seiner ursprünglichen Vorgehensweise abweiche, der Chicagoer Jazz- und Improvisationsszene zwischen 1954 und 1960 Tribut zu zollen, trenne sich Reed mit seiner Band nicht von diesem Erbe; Clean on the Corner „strotzt vor dem Erbe der breiten Klänge Chicagos und der Inspiration der AACM (Association for the Advancement of Creative Musicians). Für Reeds People, Places & Things seit die Vergangenheit viel mehr als ein Prolog“, resümiert Corroto. „Es ist das Knochenmark und die DNA, die alle modernen Jazzmusiker durchdringt.“
Was die Band am meisten auszeichne, meinte Peter Margasak in einer Veranstaltungsanzeige des Chicago Reader, „ist das hochrangige Verhältnis der Mitglieder … Die Saxophonisten Greg Ward und Tim Haldeman beherrschen beide leicht die Stilsprachen der Vergangenheit und Gegenwart und können sich gegenseitig anfeuern die Phrasen des anderen und improvisieren gleichzeitig, ohne sich jemals in die Quere zu kommen. Reed und Bassist Jason Roebke verkörpern Chicagos kratzige, schnörkellose Blue-Collar-Ästhetik auf die beste Art und Weise und verleihen der Musik einen vollmundigen Schub und emotionalen Auftrieb.“
Schlagzeuger Reed habe mit seinen People, Places & Things ein faszinierendes musikalisches Experiment aufgenommen und aufgeführt, das die Jazz-Vergangenheit durch die Sensibilität der Gegenwart bricht, schrieb der Kritiker Howard Reich. Die Aufnahme erinnere charakteristisch an die Bebop-Ära, strotze aber auch vor experimentellen Konzepten zu Tonhöhe, Klangfarbe und Struktur. Ein spürbarer Bluesgeist durchdringe Stücke wie Reeds „Where the Story Ends“ und „House of Three Smiles“. Andere Stücke, wie Reeds „The Lady Has a Bomb“ und Roscoe Mitchells „Old“ würden eine melodische Qualität vermitteln, die man mit der AACM verbinde.
Kevin Whitehead schrieb in National Public Radio, Mike Reeds breiter Beat als Schlagzeuger und seine Akzente seien „sehr Chicago, etwas lässiger als der New Yorker Schnellkochtopf-Swing. Die Chicagoer haben lange Zeit einen Mittelweg an der dritten Küste eingeschlagen, etwas kühler als im Osten und heißer als im Westen. In den 1960er Jahren war der New Yorker Free Jazz hektisch; Chicago war leiser und vorsichtiger.“ Mike Reeds Bandprojekt würdige auch dieses Erbe, meint Whitehead. Mike Reeds „December?“ kehre die üblichen Rollen zwischen der Frontline und der Rhythmusgruppe um, so der Autor. Saxophone spielen in leiser Unterstützung, während Bass und Schlagzeug oben schweben. Die Mitglieder von People, Places and Things würden nicht nur die Chicagoer Tradition bewahren; sie helfen, sie zu erweitern, so das Resümee des Autors.